# Tertuliano Severiano dos Santos
Tertuliano Severiano dos Santos (Recife, 29 december 1946 – São Paulo, 9 april 2024 ), beter bekend als Terto, was een Braziliaans voetballer. 

## Biografie
Terto begon zijn carrière bij Santa Cruz in 1965, waarmee hij in 1967 het Torneio Hexagonal do Norte-Nordeste won. In 1967 maakte hij de overstap naar São Paulo en won hiermee drie keer het Campeonato Paulista en één keer het Torneio Rio-São Paulo. In de Copa Libertadores van 1974 was hij medetopschutter met zeven treffers. Na tien jaar verliet hij de club voor Botafogo FC en in 1979 trok hij naar Ferroviário uit Fortaleza en won hiermee het Campeonato Cearense. Hierna speelde hij nog voor Fortaleza en Grêmio.
Terto overleed op 9 april 2024 op 77-jarige leeftijd aan een hartaanval.